# Boris Krajný
Boris Krajný (Kroměříž, 28 novembre 1945) est un pianiste tchèque, bien connu pour ses interprétations de la musique tchèque et française. 

## Biographie
Boris Krajný est élève de František Maxián à l'Académie tchèque des arts musicaux de Prague.
Krajný obtient une mention honorable au Concours reine Elisabeth 1975.
Pour ses enregistrements, il a remporté le prix de l'Académie Charles Cros en 1982, le Grand Prix du Disque pour un enregistrement des concertos pour piano d'Albert Roussel, Arthur Honegger et Francis Poulenc. Il a également enregistré les troisièmes concertos de Sergei Prokofiev et Béla Bartók en compagnie de Jiří Bělohlávek et la philharmonie tchèque, et les œuvres pour piano de Maurice Ravel pour Supraphon.
Il enseigne à l'Académie tchèque des arts musicaux de Prague.
Il s'est produit notamment à Carnegie Hall, au Teatro Colón, au John F. Kennedy Center for the Performing Arts, à la salle Tchaïkovski du Conservatoire de Moscou, à l'Opéra de Sydney, au Wigmore Hall.

## Discographie
| compositeur | œuvre                                                                                  | label          |
| ----------- | -------------------------------------------------------------------------------------- | -------------- |
| Bartók      | Concerto no 3                                                                          | Panton         |
| Prokofiev   | Concerto no 3 en ut majeur, op. 26 (Czech Philharmonic, dir. Jiří Bělohlávek)          | Supraphon      |
| Ravel       | Concerto en sol majeur                                                                 |                |
| Ravel       | Concerto en ré majur pour la main gauche (Symphonique de Prague, dir. Jiří Bělohlávek) | Supraphon      |
| Poulenc     | Aubade (Prague Chamber Orchestra)                                                      | Supraphon      |
| Ravel       | Œuvres pour piano                                                                      | Supraphon      |
| Roussel     | Concerto pour piano, op. 36                                                            | Supraphon      |
| Honnegger   | Concertino pour piano et orchestre                                                     | Supraphon      |
| Beethoven   | Sonate no 21 en ut majeur, op. 53 « Waldstein »                                        | Pavane         |
| Beethoven   | Andante Favori en fa majeur, WoO. 57                                                   | Pavane         |
| Chopin      | Fantasie en fa mineur, op. 49                                                          | Pavane         |
| Chopin      | Étude no 23 en la mineur, op. 25 no 11                                                 | Pavane         |
| Voříšek     | Variations de bravoure, op. 14                                                         |                |
| Voříšek     | Introduction et Rondeau Brillant, op. 22 (Prague Chamber Orchestra, dir. Ivan Pařík)   |                |
| Bach/Busoni | Chorale Preludes/Chaconne en ré mineur                                                 |                |
| Martinů     | Butterflies and Birds of Paradise                                                      |                |
| Schulhoff   | Jazz Studies                                                                           |                |
| Martinů     | Musique de chambre                                                                     | Harmonia Mundi |
| Dvořák      | Concerto en sol majeur op. 33                                                          |                |
| Chopin      | Concerto en fa majeur no 2                                                             |                |
| Dvořák      | Quintette avec piano                                                                   |                |
| Franck      | Quintette avec piano                                                                   |                |
| Novák       | Quintette avec piano                                                                   |                |
| Martinů     | récital                                                                                |                |
| Debussy     | récital                                                                                |                |
| Ravel       | récital                                                                                |                |
| Schulhoff   | récital                                                                                |                |